# داميان كيز
داميان كيز (بالإنجليزية: Damian Keyes)‏ هو معلم موسيقى بريطاني، ولد في 5 أغسطس 1976 في سوانزي في المملكة المتحدة.